# بارنتس ایرلینک
بارنتس ایرلینک (به انگلیسی: Barents AirLink) یک شرکت هواپیمایی با کد یاتا 8N است که در تاریخ ۱۹۷۴ میلادی تأسیس شده است.
دفتر مرکزی بارنتس ایرلینک در لولئو، سوئد واقع شده‌است و قطب این شرکت هواپیمایی در فرودگاه لولئو قرار دارد و به ۳ مقصد، پرواز مستقیم انجام می‌دهد.